# Metadona
La metadona és un opioide sintètic que s'utilitza per al dolor crònic i també per l'addicció a l'heroïna i als opioides (teràpia de substitució d'opioides). Receptat per a ús diari, el medicament alleuja els desitjos i elimina els símptomes d'abstinència. El tractament de l'abstinència amb metadona es pot fer en menys d'un mes, però l'habitual és fer-ho gradualment durant un període més llarg, o simplement mantenir-se durant la resta de la vida del pacient. Tot i que una dosi única té un efecte ràpid, l'efecte màxim pot trigar fins a cinc dies d'ús. Després d'un ús a llarg termini, en persones amb funció hepàtica normal, els efectes duren de 8 a 36 hores. La metadona sol ser presa per via oral i rarament per injecció en un múscul o vena.
Els efectes secundaris són similars als d'altres opioides. Sovint inclouen marejos, somnolència, vòmits i sudoració.
En l'actualitat es comercialitza mundialment en forma de càpsules o en forma liquida.
Va ser desenvolupat a Alemanya el 1937. En la seva curta història ha transitat de fàrmac indesitjable a fàrmac providencial gràcies a les polítiques governamentals i el suport dels terapeutes i companyies farmacèutiques que la produeixen.

## Administració
La metadona se subministra principalment per via oral, encara que també pot ser injectada endovenosa i intramuscular. Administrada oralment, actua entre els 30 i els 35 minuts després de la seva ingestió. Els seus efectes principals duren entre 18 i 24 hores, encara que alguns poden durar fins a 36. És un agonista amb propietats farmacològiques qualitativament similars a les de la morfina. Quan arriba al cervell ocupa bàsicament els receptors mu i pel NMDA.

## Efectes
La metadona produeix una contracció de les pupil·les (miosi), depressió respiratòria, bradicàrdia, relaxació muscular, alliberament de l'hormona antidiürètica, restrenyiment, augment de la temperatura corporal i de la concentració de glucosa a la sang. També s'han confirmat modificacions similars a les generades durant el son en proves d'electroencefalograma.
Utilitzada durant llargs períodes pot provocar augment de pes i entumiment. Els seus efectes persisteixen després de l'ús repetit, de fet la miosi i la depressió respiratòria s'aprecien per més de 24 hores després d'una dosi única. No s'han detectat alteracions genètiques degudes a l'ús de metadona, però igual que en el cas de l'heroïna i la morfina, els fills de dones que en consumeixen sovint durant l'embaràs solen néixer amb baix pes i presenten manifestacions abstinenciales.
Té la característica distintiva, que per la seva acció més prolongada, pot ser utilitzada en el tractament de la síndrome d'abstinència per opioides.

## Història
De manera insistent, però falsa, una llegenda urbana afirma que el terme "Dolfin" es va encunyar pels seus creadors en homenatge a Adolf Hitler. Fins i tot s'ha arribat a afirmar que la seva denominació original va ser "Adolfina", "adolofina" o "dolfamina". L'afirmació encara es presenta com a fet per la literatura de l'Església de la Cienciologia i va ser repetida per l'actor Tom Cruise en una entrevista a Entertainment Weekly (2005). No obstant això, com la revista indicava, no és veritat: el nom "Dolofina" va ser, en efecte, creat després de la guerra per la secció americana d'Eli Lilly, i el terme en l'entorn "Adolfina" (mai va ser un nom real d'un medicament) va aparèixer als Estats Units a principis dels 70. Dolfin prové realment del terme alemany Dolphium. El nom deriva del terme llatí dolor (tal qual en català) i finis, que significa "fi" (conjuntament, "fi del dolor").